# ザ・ライオンズ大通公園タワー
ザ・ライオンズ大通公園タワー（-おおどおりこうえん-）は、札幌市中央区大通西10丁目に所在する超高層マンションである。

## 概説
札幌第一ホテルの本館跡地にあたり、大手マンションデベロッパーの大京が開発・分譲した。
外国人富裕層もターゲットに、全国で18棟目、道内では初となる大京のハイエンドブランド「ザ・ライオンズ」の名を冠している。敷地面積は1,490.91m2、高さは約95mであり、大通公園に面する超高層ビルとしては、北洋大通センターに続き2棟目である。2010年（平成22年）6月に着工、竣工は2012年（平成24年）3月12日、入居開始は3月16日。
外観は「札幌市の70色」に基づいており、16階以上の南東・南西角は眺望を楽しめるようガラスカーテンウォールとしている。外観各所には青色LED照明を取り付け、夜は寒色系のライトアップが行われる。
1階部分はグランドラウンジを設け、ホールにはコンシェルジュが常駐。また15階には有償のオーナーズラウンジを設け、パーティーなどの需要に対応するバースペースとする。札幌グランドホテルやニューオータニイン札幌とも提携し、ホテルメイドの食事を提供する。また16階以上では各住戸専有部からエレベーターを呼ぶことができる。
総戸数は当初100戸とされていたが、計画変更で98戸（ゲストラウンジ含め99戸）となった。

## 周辺施設
- 大通公園
- 札幌高等・地方裁判所合同庁舎
- 札幌合同庁舎
- 札幌高等検察庁
- グランドメルキュール札幌大通公園
- 札幌北一条郵便局
- キタコーセンタービル

## アクセス
- 大通に面しており、付近には石山通・北1条宮の沢通（国道230号）が通じる。
- 札幌市営地下鉄東西線 西11丁目駅より徒歩2分、札幌市電 中央区役所前電停より徒歩4分。